# Брюссельський саміт НАТО 1988

Карта членів НАТО

У 1988 році відбувся восьмий саміт НАТО в Брюсселі, у результаті чого були зібрані лідери країн-членів НАТО. Також відбулися офіційні та не офіційні зустрічі в Брюсселі та Бельгії 2-3 березня 1988 року.

## Передумови
У цей період, організація зіткнулася з такими невирішеними питаннями, як питання про ставлення наступного покоління лідерів щодо НАТО. В цей час, в Радянському Союзі,  Михайло Горбачов прийшов до влади і з'явився на світовій арені, у лідерів НАТО не було чіткої думки щодо цієї події. З одного боку прем'єр-міністр Великої Британії Маргарет Тетчер вважала, що це є, ймовірно гарною можливістю для початку тісної взаємодії між країнами, але інші лідери НАТО не були настільки впевнені у відкритості політики Горбачова. Ці страхи були зведені до мінімуму заявою Радянського Союзу, щодо виведення військ з Афганістану. Одностороннє виведення 500 000 військових та 10 000 танків зі Східної Європи було чіткою заявою про зміни.

## Порядок денний
Головною темою дискусії була необхідність підтвердження основної мети та принципів Альянсу. Інші неофіційні зустрічі досліджували, якою має бути позиція НАТО щодо відносин зі Сходом та Заходом.

## Досягнення
Робота саміту була спрямована на прийняття проекту для зміцнення стабільності в цілому Європи за допомогою звичайних переговорів з контролю над озброєннями.